# توبوليف تو-114
توبوليف تو-114 (لقب تعريف الناتو: وتد "Cleat") هي طائرة مدنية توربينية طويلة المدى قام بتصميمها مكتب تصميمات توبوليف الحاصل على عدد من الأرقام في الطيران المدني. كانت تعد الأسرع والأرحب وأسرع طائرة ركاب في عصرها، كما أنها الأطول مدى (10900 كم). أثارت الطائرة جدلا في المطارات الغربية عند رؤيتها لأول مرة في لندن ونيويورك وباريس وطوكيو, والتي لم تكن تملك سلالما تصل لأبوابها العالية.

## المواصفات
الخصائص العامة
- الطول:  ()
- باع الجناح:  ()
- الارتفاع:  ()

الأداء